# Martine Cubizolles
Martine Cubizolles est une athlète française, née à Firminy le 24 mai 1960, adepte de la course d'ultrafond, championne de France des 100 km en 1996, vice-championne du monde des 100 km en 1999 et deux fois championne du monde par équipe des 100 km  en 1997 et 1999.

## Biographie
Martine Cubizolles est championne de France des 100 km de Steenwerck en 1996, vice-championne du monde des 100 km de Chavagnes-en-Paillers en 1999 et deux fois championne du monde par équipe des 100 km de Winschoten en 1997 et à Chavagnes-en-Paillers en 1999,.

## Records personnels
Statistiques de Martine Cubizolles d'après la Fédération française d'athlétisme (FFA) :
- 3 000 m : 12 min 22 s 28 en 2009
- 10 km route : 44 min 38 s en 2005
- Semi-marathon : 1 h 20 min 55 s en 2001
- Marathon : 2 h 45 min 51 s au marathon d'Albi en 1995[4]
- 50 km route : 3 h 46 min 27 s aux championnats du monde IAU des 100 km de Winschoten en 1995 (50 km split)[5]
- 100 km route : 7 h 37 min 19 s aux championnats du monde IAU des 100 km de Chavagnes-en-Paillers en 1999[5],[6]